# Здравствене предности љубичастог воћа и поврћа
Љубичасто воће и поврће су хранљиви додаци здравој људској исхрани,  чијим се уносом може остварити физиолошка и психолошка корист. У воћу и поврћу, љубичаста боја је често знак хранљивих материја које се називају антоцијанини. Као и други фитонутријенти, они  нису неопходни да би организам у нормални условима функционисао, али помажу у заштити ћелија од оштећења која могу довести до обољевања и болести.  Повећани унос овог воћа и поврћа може помоћи у смањењу бројних ризик као што су гојазност, катаракта и кардиоваскуларна обољења.
Шљива је нпр. једна од првих љубичастих намирница на коју људи помисле. И што је више боје у плоду, више је  антоцијана. Зрела шљива ће такође имати више употребљивих хранљивих и заштиних материја (чак и до 20 пута више антиоксиданата него месо).

## Опште информације
Љубичаста храна садржи антоцијанине, антиоксидансе, који спречавају и поправљају ћелијска оштећења. Ови антиоксиданти су природни биљни пигменти који дају црвену и плаву  боју  одређеним биљкама. Антиоксиданси могу помоћи у превенцији рака, срчаних и неуролошких поремећаја. Они такође могу заштитити од зрачења, неких патогена и стресних стања.
Љубичаста боја биљака такође привлачи пчеле и лептире, који прате визуелне знакове као што је боја. Антоцијанини имају заштитни ефекат за биљку, јер помажу у спречавању њеног оштећења од сунца и ниских температура.
Конзумирање љубичасте хране богате антоцијанинима може бити посебно корисно за људе који су на исхрани са високим садржајем масти, која временом може довести до гојазности. Према студији спроведеној на животињама из 2017. године, поуздано је утврђено да дијета са високим садржајем масти која укључује љубичасти кромпир или шаргарепу може имати метаболичке и срчане користи. Како позитивни ефекти уочени у лабораторијским студијама нису примећени у студијама на људима, неопходне је сличне студије спровести на људима  да би се потврдиле предности конзумирање љубичасте хране.
Љубичасто воће и поврће такође може помоћи људима да размишљају јасније и смирније, јер према истраживањима из 2019. године љубичаста храна са високим садржајем полифенола (антиоксиданса на биљној бази) има позитиван утицај на когнитивно функционисање.
Љубичаста цвекла је богата нитратима, што може помоћи у смањењу крвног притиска. Овај закључак је делимично заснован на започетим  истраживањима, која морају бити спроведена и на људима.
Као и цвекла, љубичаста салата, шаргарепа, боранија, спанаћ, купус и ротквице су богати нитратима. Све у свему, постоји много начина на које воће и поврће могу помоћи у смањењу ризика од кардиоваскуларних болести, тако да је најбоље да се  усхрани фокусирамо на разноврсну исхрану.

## Листа љубичастог воћа
| Врста воћа                     | Здравствени бенефити | Слика |
| ------------------------------ | --- | ----- |
| Љубичасто грожђе               | Садржи фитонутријенте који могу помоћи у спречавању раста ћелија рака, смањењу холестерола и смањењу агрегације тромбоцита.                                                                     |       |
| Купине                         | Могу побољшати здравље пробаве, подстаћи губитак масти и смањити упалу . Такође су добар извор витамина А , Ц и К . Боровнице такође могу побољшати менталне функције и добар су извор влакана. |       |
| Црна рибизла                   | Црна рибизла је богата антоцијанинима и може позитивно утицати на ниво холестерола и вид. |       |
| Боровнице                      | Ово плаво-љубичасто воће је богато полифенолима, укључујући флавоноиде и фенолне киселине. Боровнице могу имати својства за подизање расположења и могу ублажити упалу.                         |       |
| Сок од грожђа Конкорд          | Може имати позитиван ефекат на просторну меморију, време реакције и меморијску функцију. Такође утиче на бољу смиреност.                                                                        |       |
| Смокве                         | Ово медитеранско воће је корисно за пробаву, респираторно и репродуктивно здравље. Смокве такође помажу у смањењу телесне масти, смањењу упале и спречавању рака.                               |       |
| Шљиве                          | Шљиве садрже антиоксиданте који побољшавају здравље костију, побољшавају варење и смањују упалу. Такође помажу у смањењу крвног притиска и нивоа шећера у крви.                                 |       |
| Асаи бобице (Euterpe oleracea) | Ове бобице могу побољшати когнитивне функције, здравље срца и смањити ниво холестерола. |       |

## Љубичасто поврће
| Врста воћа               | Здравствени бенефити | Слика |
| ------------------------ | --- | ----- |
| Цвекла                   | Цвекла има антиинфламаторна својства. Они такође могу помоћи у снижавању крвног притиска и побољшању здравља срца. Цвекла такође може спречити рак, побољшати варење и побољшати здравље црева.                                                                                        |       |
| Љубичасти купус          | Ово светло љубичасто поврће може помоћи у превенцији болести, укључујући рак. Црвени купус такође може смањити упале повезане са кардиоваскуларним обољењима. |       |
| Љубичасти кукуруз        | Љубичасти кукуруз може помоћи у превенцији дијабетеса и одређених врста рака. Такође може подстаћи губитак тежине, смањити упалу и побољшати вид. |       |
| Љубичасти кромпир        | Љубичасти кромпир може помоћи у смањењу упале и смањењу ризика од рака дебелог црева. |       |
| Љубичасти слатки кромпир | Јака антиоксидативна активностљубичасти слатки кромпирПоуздани изворје због високог садржаја антоцијана. Поврће може помоћи у смањењу упале и повећању имунитета. |       |
| Љубичаста шаргарепа      | Љубичаста шаргарепа је богата фитонутријентима, укључујући антоцијанин. Љубичаста шаргарепа такође има висок ниво алфа и бета каротена , који могу да ојачају имунитет и побољшају здравље очију.                                                                                      |       |
| Љубичасти патлиџан       | Љубичасти или плави патлиџан је богат антиоксидансима и фитохемикалијама, укључујући аскорбинску киселину, фенолр и флавоноидр. Његов садржај полифенола може помоћи у спречавању оштећења јетре. Патлиџан такође може помоћи у побољшању упалних стања, као што су бронхитис и астма. |       |